# Mágico González
Jorge Alberto González Barillas (San Salvador, 13 de março de 1958) mais conhecido como Mágico González, é um ex-futebolista salvadorenho que atuava como atacante.
Considerado o melhor futebolista de seu país e da América Central no século XX Destacou-se principalmente no futebol espanhol, tendo atuado por Cádiz e Valladolid.

## Carreira em clubes
Após jogar na base do Deportivo Brasilia entre 1973 e 1974, iniciou a carreira em 1976, no ANTEL, quando tinha apenas 17 anos e ainda era conhecido por Mago.Teve ainda passagens por Independiente Nacional e FAS antes de ser contratado pelo Cádiz em 1982; Atlético de Madri, Comunicaciones, Aurora, Los Angeles Aztecs e Paris Saint-Germain também disputavam a contratação do atacante.
Em sua primeira passagem no Submarino Amarillo, seu apelido foi modificado para Mágico, após uma mudança feita pelo jornalista Francisco Perea, que trabalhava no jornal Diario de Cádiz. Em 1984, o Cádiz se juntou ao Barcelona para jogar amistosos de pré-temporada e Diego Maradona afirmou anos mais tarde que González foi um dos 10 maiores jogadores que viu atuar, considerando-o melhor que ele próprio e também "melhor ainda que Pelé". Em 2 temporadas, foram 30 gols em 75 jogos e após o rebaixamento do Cádiz em 1983–84, deixou o time pela primeira vez. PSG, Sampdoria, Fiorentina e Atalanta brigaram pela contratação, mas González seguiu na Espanha, agora para jogar no Valladolid. Porém, desavenças com o técnico Benito Joanet forçaram sua saída do clube após 9 partidas e 2 gols marcados. Mágico regressou ao Cádiz em 1986, e nessa segunda passagem o atacante viveu seu melhor momento na carreira: em 5 temporadas, foram 28 gols marcados em 119 partidas. Deixou o Cádiz em 1991, tendo atuado em 194 jogos e marcando 57 gols nas 2 passagens pela equipe andaluz.
Depois que deixou o Cádiz, González recebeu novamente uma proposta da Atalanta, mas ele preferiu voltar ao seu país para defender novamente o FAS, onde seguiu em atividade até sua primeira aposentadoria, em 1999. Em 2001, foi homenageado com um amistoso em Cádiz - a renda foi destinada para as vítimas dos terremotos que atingiram El Salvador no mesmo ano.

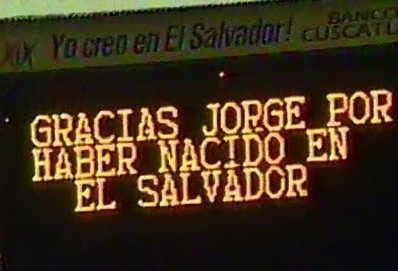
Mensagem exibida no placar do estádio que leva o nome de Mágico González em 2004: "Obrigado Jorge, por ter nascido em El Salvador".

Voltou à ativa em 2002 para jogar no San Salvador, onde penduraria de vez as chuteiras aos 44 anos. Após o final da carreira, foi novamente homenageado em 2004, desta vez num amistoso entre America XI e ex-atletas do FAS. Mágico González atuou por um tempo em cada time e marcou 3 gols.
Após o final da carreira como jogador, trabalhou como auxiliar-técnico no Houston Dynamo e na Seleção Salvadorenha.

## Carreira na seleção

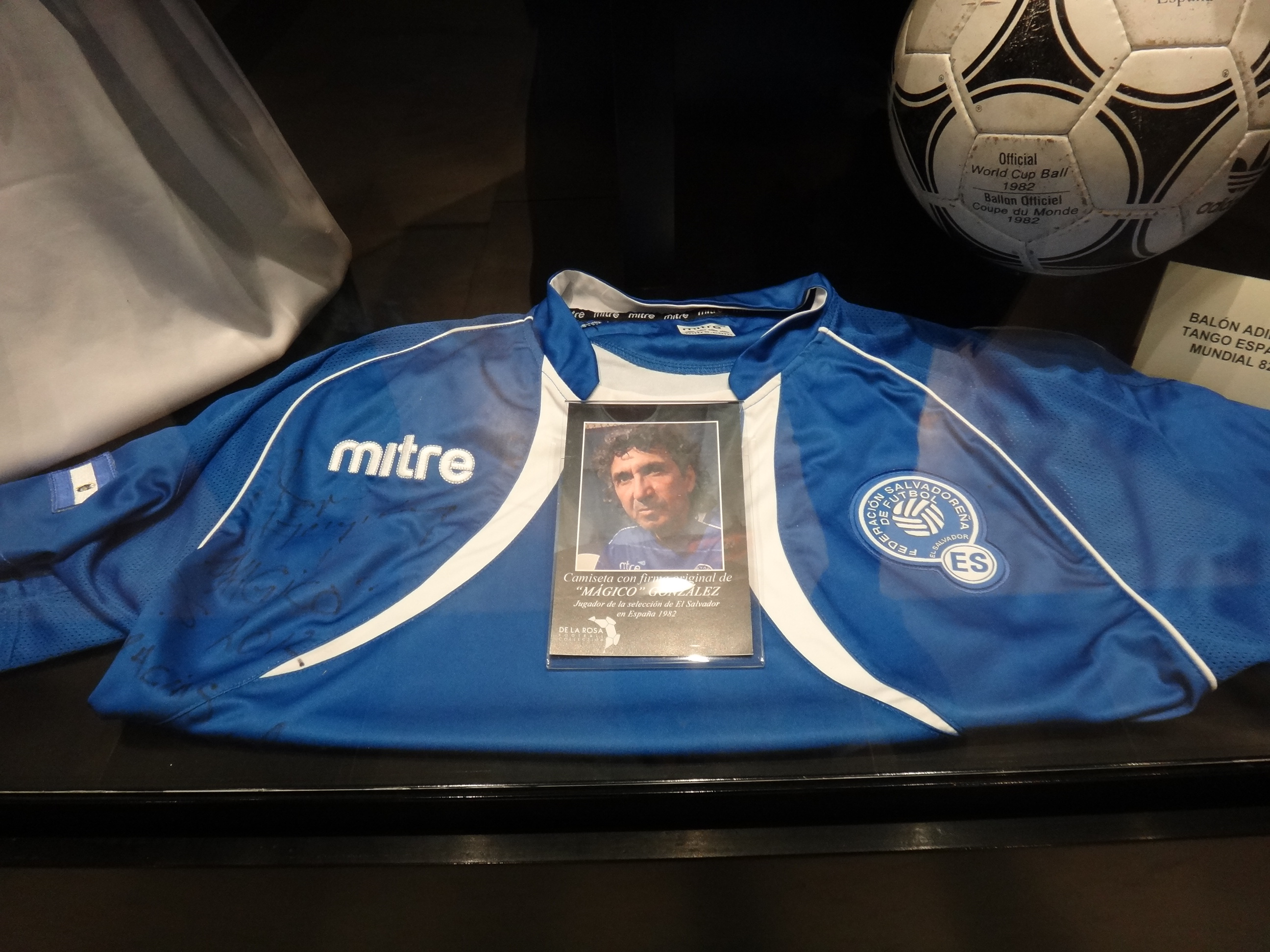
Camisa usada por Mágico González na Seleção Salvadorenha.

Mágico González é o terceiro maior artilheiro da história da Seleção Salvadorenha com 21 gols marcados em 62 partidas disputadas. Estreou pelos Cuscatlecos em dezembro de 1976, contra a Costa Rica  e disputou a Copa do Mundo de 1982, mas pouco fez para evitar a eliminação na primeira fase, com direito a uma incrível goleada de 10 a 1 a favor da Hungria.
Embora El Salvador tivesse se classificado para mais três edições da Copa Ouro da CONCACAF (1985, 1989 e 1996), González não foi lembrado para disputá-las, sendo convocado apenas para a edição de 1998, aos 40 anos.

## Vida pessoal
Nascido no bairro de Luz, em San Salvador, possui outros 5 irmãos (José, Arturo, Efraín, Miguel e Jesús González) e uma irmã (Leticia). Seu irmão mais velho, Mauricio González (falecido em 2018), também foi jogador de futebol e disputou os Jogos Olímpicos de 1968.
Do seu casamento com Ana María Ruano (filha de Alberto Ruano, outro jogador de destaque no futebol salvadorenho), teve seu primeiro filho, Rodrigo González (que também seguiu carreira no futebol); ele ainda teve outros relacionamentos ao longo de sua vida e teve mais 3 filhos - 2 com uma espanhola e uma filha com uma norte-americana.

## Títulos
FAS
- Campeonato Salvadorenho: 1977–78, 1978–79, 1981, 1994–95, 1995–96
- Copa dos Campeões da CONCACAF: 1979

Seleção Salvadorenha
- Jogos Centro-Americanos: 1977

### Individuais
- Time do Século da CONCACAF: 1998[24]
- Melhor Futebolista Salvadorenho do Século XX pela Rec.Sport.Soccer Statistics Foundation: 1999
- Hall da Fama do Cádiz CF: 2001
- Hall da Fama de El Salvador: 2004
- Hall da Fama do Futebol: 2013[25][26]